# Matwijiwka (rejon zaporoski)
Matwijiwka (ukr. Матвіївка) – wieś na Ukrainie, w obwodzie zaporoskim, w rejonie zaporoskim, siedziba hromady. W 2001 liczyła 3902 mieszkańców, wśród których 3138 wskazało jako ojczysty język ukraiński, 743 rosyjski, 8 białoruski, 5 ormiański, 1 grecki, a 7 inny. W 2024 liczyła 3511 mieszkańców.